# Six Flags Discovery Kingdom
O Six Flags Discovery Kingdom (antigamente conhecido como Six Flags Marine World, Marine World, The New Marine World Theme Park, e Marine World Africa USA) é um parque temático animal de 135 acres localizado em Vallejo, Califórnia, Estados Unidos. O parque inclui uma variedade de montanhas-russas e outros brinquedos, junto com exibições animais e shows. Ele é parte da cadeia de parques de diversão Six Flags desde 1999.

## História

### História antiga
O parque abriu pela primeira vez em 1968 como Marine World, um pequeno oceanário em Redwood City, Califórnia. Em meados da década de 1970, eles se fundiram com parque animal em falência chamado 'Africa, USA', tornando-se o Marine World Africa USA.
No final de 1985, o aumento no valor da propriedade do parque tornou-se uma obrigação tributária muito pesada. Após uma busca intensiva por um novo local liderada por Michael B. Demetrios, as construções começaram em um novo e maior espaço em Vallejo, Califórnia (cerca de 89 km a norte de Redwood City). O novo Marine World foi aberto aos visitantes em 1986, e permaneceu sob controle da Fundação Marine World, sem fins lucrativos, usando o gato Garfield como um mascote. O parque declarou moratória de sua dívida para a Cidade de Vallejo, e assim tornou-se propriedade da cidade em 1996.

### Conversão para um parque temático
A cidade então contratou a Premier Parks (atualmente conhecida como Six Flags Inc.) para administrar o parque, atualizá-lo e aumentar seu público. A Premier adicionou algumas atrações não-animais, principalmente brinquedos de parques, para aumentar o público. Em 1997, o parque incluiu duas grande atrações, "Popeye's Seaport" e "DinoSphere". Popeye's Seaport oferecia onze atrações infantis, incluindo uma estrutura interativa de playground com água. A  DinoSphere tomou o lugar da atração Australian Walk-A-Bout (também o antigo local da atração "DINOSAURS!"). A DinoSphere era um teatro com capacidade de 100 pessoas por show. O teatro passava o filme chamado "Dino Island" em sua primeira temporada (o teatro desde então mudou de filmes várias vezes).
O número de atrações aumentou nos anos seguintes, incluindo a adição de algumas grandes montanhas-russas. Em 1998, o nome do parque mudou novamente, desta vez para The New Marine World Theme Park. Na temporada de 1998 houve a inclusão de duas grandes montanhas-russas, Kong e Boomerang: Coast to Coaster. Kong foi realocada do Opryland USA após o parque ser fechado em 1997 e foi aberto no Marine World em maio de 1998. Outras grandes inclusões naquele ano foram o Hammerhead Shark, um protótipo Zamperla Hawk 48;  VooDoo, um Top Spin da HUSS; Monsoon Falls and White Water Safari, atrações aquáticas da Intamin.  A DinoSphere também recebeu um novo filme, "Dino Island II: Escape from Dino Island" que contava com gráficos melhores junto com uma nova história.

### Inclusão à rede Six Flags

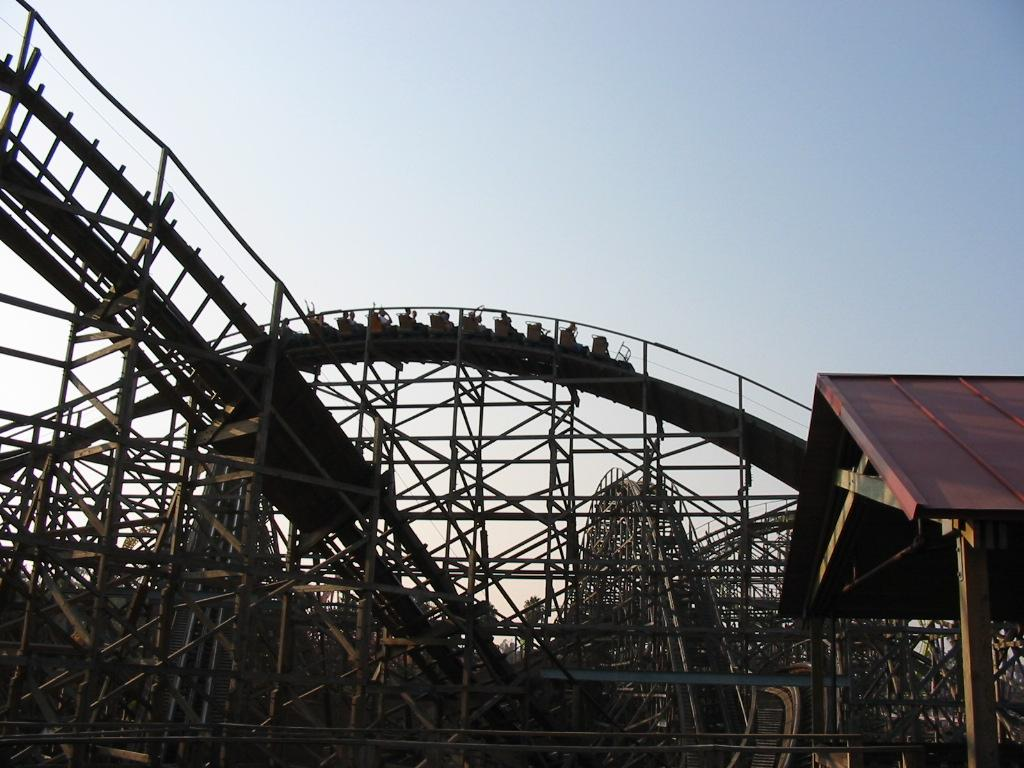
Roar Wooden Roller Coaster

Após o dia de operação final da temporada de 1998, em 31 de outubro de 1998, o parque oficialmente se tornou o Six Flags Marine World. O resultado mais famoso dessa mudança de nome foram os direitos de usar os personagens Looney Tunes da Warner Bros.. Com o novo nome, o parque recebeu uma montanha-russa de madeira chamada Roar. Construída pela Great Coasters International Inc., ela foi a primeira montanha-russa a contar com trens Millennium Flyer. Na temporada de 1999 também houve a introdução do Tasmanian Devil, uma atração fabricada pela HUSS, e Scat-A-Bout. Embora ambas as atrações tenham aberto em 1999, elas foram adquiridas pelo parque em 1998 mas não foram construídas até 1999 porque os cronogramas de construção evitaram que elas fossem construídas a tempo da abertura da temporada de 1998. O Popeye's Seaport foi renomeado para "Looney Tunes Seaport" e recebeu a montanha-russa infantil Roadrunner Express.
Em 2000, o parque abriu sua quarta grande montanha-russa chamada Medusa. Medusa foi projetada pela Bolliger & Mabillard. A Medusa dura três minutos. Iniciando com uma queda de 46 metros, ela então passa por um looping vertical de 39 metros, um giro com gravidade zero, uma espiral e mais dois loopings. Medusa é uma das atrações mais populares do parque. Com a inclusão de Medusa, o parque também recebeu a montanha-russa da família Cobra e construiu um novo estacionamento no sul do parque.
O parque recebeu sua quinta grande montanha-russa em 2001, a V2: Vertical Velocity. Construída pela Intamin, a atração foi a primeira "montanha-russa de impulso espiral" na costa oeste e levou o recorde por ser a montanha mais alta e mais rápida no norte da Califórnia. A atração passou por problemas técnicos quando abriu, o que resultou em um grande tempo de espera. O parque também posteriormente desligou o motor LIM na torre de trás que deixava o trem em posição por alguns segundos em sua segundas viagem na torre. O parque também incluiu o filme "Warrior of the Dawn" ao teatro DinoSphere theater.
Em 2002, houve uma grande modificação à Vertical Velocity. Devido a restrições de construção locais, o limite de altura em todas as montanhas-russas no parque é de 45 metros, enquanto a V2 excedia esse limite em cerca de 11 metros. Assim, eles rebaixaram a torre reversa em 11 metros e viraram a torre psoterior em um ângulo de 45°. Até agora, a Vertical Velocity é a única montanha-russa de impulso a fazer isto. O parque retomou o motor LIM na torre reversa na temporada de 2002. No entanto, o motor falhou em segurar o trem completamente no local e escorregava bastante. O motor foi posteriormente desligado outra vez na temporada de 2003. O parque também começou a mostrar o filme "7th Portal", um filme 3D de Stan Lee, no DinoSphere Theater.
O parque incluiu sua sexta grande montanha-russa, Zonga, em 2003. A atração projetada por Schwarzkopf, foi realocada do Six Flags Astroworld, e recebeu uma grande modificação de trajeto pela Premiere Rides antes de abrir no Marine World. O Zonga abriu no final de abril para uma operação esporádica. A atração era frequentemente fechada devido a problemas mecânicos e quando operava, muitas vezes ela fechava por períodos curtos de tempo devido a falhas na atração. Posteriormente o parque adiou sua abertura para o meio dia todos os dias, bloqueando completamente a atração aos visitantes do parque. A última temporada operacional do Zonga foi em 2004, e então foi suspensa até ser removida em 2006 e colocada no estoque do estacionamento. No início da temporada de 2007, o Zonga foi removido do estacionamento. Ele está agora operando na San Marcos National Fair no México.
O parque também começou a mostrar o "Stargate SG3000" em seu teatro IWerks 3D Turbo Theater que finalmente recebeu uma nova marca e não mais se chamava "DinoSphere". Stargate, no entanto, não apresentava efeitos 3D e raramente recebia bons comentários dos visitantes.
Em 2006, houve a inclusão de Tava's Jungleland, uma área infantil localizada no fundo do parque próximo às atrações animais principais, contando com nove atrações para famílias e crianças pequenas.

### Renomeação para Discovery Kingdom
Em 17 de janeiro de 2007, o parque anunciou seu novo nome, "Six Flags Discovery Kingdom." O novo nome reflete a imagem de um parque animal, um parque radical, e um parque marítimo. O parque foi separado em diferentes terras temáticas da Terra (animais terrestres exóticos), do Mar (mamíferos marinhos e o aquário) e do Céu (montanhas-russas). US$16 milhões foram gastos em melhoramentos no parque, incluindo nova sinalização, novos shows e a conversão do teatro 3D em um teatro 4D. O parque também incluiu uma área infantil com tema de Thomas the Tank Engine chamada Thomas Town, que abriu em 20 de junho de 2007.
Os aspectos animais do parque não sumiram com esse surgimento de aço e de luzes, sendo que o parque continuamente inclui atrações animais todos os anos. O Discovery Kingdom continua a exibir mamíferos marinhos e abrigava uma orca chamada Shouka antes de ser transferida para o SeaWorld San Diego, e que esteve no parque Six Flags de Ohio até 2004. Em 2005, o parque incluiu o "Ocean Discovery", uma grande área interativa com animais marinhos que permitia aos visitantes interagir e brincar com arraias e golfinhos do Atlântico bem como ver de perto pinguins sul-africanos.
A maioria dos animais à mostra no Six Flags Discovery Kingdom não eram nascidos no meio selvagem, mas crescidos em zoológicos e aquários ao redor do país. O parque também cuida de animais em recuperação ou resgatados que não podem ser retornados ao seu habitat devido a ferimentos. Isto inclui um golfinho-nariz-de-garrafa capturado no Golfo do México em 2003 e um leão marinho californiano que foi atirando por um pescador após ele tentar roupar sua pesca.
Em 5 de junho de 2007, o Six Flags confirmou os relatos da mídia de que o Six Flags exerceria sua opção de compra do parque.
Em 2008, o parque contou com a sua maior temporada operacional oferecendo uma promoção de Holiday in the Park na primeira semana de janeiro. O parque foi fechou o teatro IWerks 3D Turbo Theater devido aos custos crescentes de reforma no sistema desatualizado. O parque recebe sua oitava montanha russa chamada Tony Hawk's Big Spin, que se localizava no antigo local do Zonga. A atração contava com um layout único comparado às outras três montanhas-russas que compartilhavam o nome, incluindo uma velocidade mais alta. O Tony Hawk's Big abriu em 23 de maio de 2008.
Em 2009, o parque introduziu o novo Odin's Temple of the Tiger. A nova exibição e shows de tigres contava com o tigre branco chamado de Odin. O Discovery Kingdom também adquriu dois novos filhotes de tigres de bengala, Nalin e Akasha. Odin, o Tigre de Bengala Branco Real, desde então se aposentou do show, mas os treinadores o colocam em exibição do lado de fora do Odin's Temple of the Tiger stadium. Eles possuem outro Tigre de Bengala Branco que pode participar dos shows, embora os treinadores digam que o Tigre de Bengala é preguiçoso e prefere dormir o dia todo, ao invés de participar do show.
Em 2009, houve a inclusão da página oficial do parque no Facebook. Fãs do parque podem ser manter atualizados com as últimas notícias e fotos do Discovery Kingdom.
A principal competição do parque na Área da baía de São Francisco é a California's Great America em Santa Clara, próximo a San Jose, Califórnia.
No final de 2010, o Six Flags começou o processo de retirar temas licenciados das atrações. Eles terminaram com algumas licenças, incluindo a de Thomas the Tank Engine e Tony Hawk. A Tony Hawk's Big Spin foi renomeada e retematizada para Big Spin, então Pandemonium. Thomas Town seria renomeada e retematizada para Seaside Junction a tempo para a temporada 2011.
Para a temporada 2011, o parque introduziu o SkyScreamer. O novo chapéu mexicano possui 46 metros de altura e sobe em um círculo de 30 metros a 69 km/h. A atração abriu em 27 de maio.
Em 2012, o parque incluiu uma montanha-russa de aço da Premier Rides chamada Superman: Ultimate Flight. Ela é a montanha-russa invertida mais alta a oeste do Rio Mississippi, medindo 46 metros de altura. Ela inclui "duas espirais em um comprimento de pista de 263 metros. Em alguns locais, os visitantes passam a 100 km/h. A Pandemonium foi removida no final da temporada 2011 para dar lugar a esta nova montanha-russa.
O parque incluiu o Cirque Dreams para a temporada 2013. O show acontecia sazonalmente na área Dolphin Harbor e abriu em junho de 2013. Estes show combinar acrobacia e performances aérea junto ou acima dos golfinhos que interagem com eles. O show teve boas críticas e retornará em 2014 para o verão.
Em 28 de maio de 2014, o Six Flags Discovery Kingdom organizou o evento para a imprensa da nova atração aquática Tsunami Soaker. O parque anunciou uma abertura em 31 de maio de 2014 ao público em geral.
Em 28 de agosto de 2014, o Six Flags Discovery anunciou a nova atração Dare Devil Chaos para a temporada 2015. Ela é um pêndulo 22M Larson que leva os visitantes para frente e para trás em uma volta de 360 graus.

### Eventos sazonais
O evento de Halloween no Discovery Kingdom é chamado de Fright Fest Halloween. Duas casas mal-assombradas, sustos e muitos fantasmas são adicionados em todo o parque. A casa assombrada Tinseltown Terror localiza-se na atração de carrinhos de bate-bate do parque. A casa mal-assombrada de Brutal Planet geralmente se localiza na Roar Plaza onde o Zonga se situava. A zona de sustos se localiza entre a Ocean Discovery e a praça da entrada. Este é o local onde o famoso concurso de comer baratas acontece.
Em 2007, o Discovery Kingdom introduziu a Wheel of Fright e a Coffin of Fear for Fright Fest. Em 2007, também houve a inclusão da casa mal-assombrada Kamp Khaos, substituindo a Brutal Planet. A Kamp Khaosfoi também colocada em um novo local para uma casa mal-assombrada, dentro da lagoa Monsoon Falls.
O outro grande evento anual, o Holiday in the Park, fez sua estreia em 23 de novembro de 2007. O eveto conta com o Papai Noel, shows temáticos natalinos entre outros atrativos. O Discovery Kingdom também conta com a maior árvore de natal do mundo, como parte da comemoração. A árvore possuía 38 metros de altura e um diâmetro de 1,2 metros. Devido a seu tamanho, um CH-47 Chinook era necessário para colocá-la de pé.

## Atrações

### Montanhas-russas
| Nome                        | Fabricante                        | Aberto em | Tipo       | Localização          |
| --------------------------- | --------------------------------- | --------- | ---------- | -------------------- |
| Boomerang: Coast to Coaster | Vekoma                            | 1998      | Bumerangue | Sky                  |
| Kong                        | Vekoma                            | 1998      | Invertida  | Sky                  |
| Roar                        | Great Coasters International Inc. | 1999      | Madeira    | Sky                  |
| Medusa                      | Bolliger & Mabillard              | 2000      | Sem piso   | Sky                  |
| V2: Vertical Velocity       | Intamin                           | 2001      | Invertida  | Sky                  |
| The Cobra                   | Zierer                            | 2000      |            | Sky                  |
| Roadrunner Express          | Zamperla                          | 1999      | Invertida  | Looney Tunes Seaport |
| Superman: Ultimate Flight   | Premier Rides                     | 2012      | Lançamento | Sky                  |

### Atrações radicais
Nome

| Fabricante               | Aberto em            | Tipo | Localização |     |
| ------------------------ | -------------------- | ---- | ----------- | --- |
| Dare Devil Chaos Coaster | Larson International | 2015 |             |     |
| VooDoo – VooDoo          | HUSS                 | 1998 | Top Spin    | Sky |
| Hammerhead Shark         | Zamperla             | 1998 |             | Sky |
| SkyScreamer              | Funtime              | 2011 | Star Flyer  | Sky |

### Atrações familiares
| Nome                     | Fabricante | Aberto em | Tipo                | Localização |
| ------------------------ | ---------- | --------- | ------------------- | ----------- |
| Boardwalk Bumper Buggies |            | 1998      | Carros de bate-bate | Sky         |
| The Ark                  |            | 1998      | Navio viking        | Sky         |
| Scat-A-Bout              |            | 1999      | Scrambler           | Sky         |
| Monkey Business          |            | 1998      | Xícaras             | Sky         |
| Thrilla Gorilla          |            | 1998      |                     | Sky         |

### Atrações aquáticas
| Nome               | Fabricante | Aberto em | Tipo             | Localização |
| ------------------ | ---------- | --------- | ---------------- | ----------- |
| White Water Safari | Intamin    | 1999      | Corredeira       | Sky         |
| Monsoon Falls      | Intamin    | 1999      |                  | Sky         |
| Tsunami Soaker     | Mack Rides | 2014      | Twist 'n' Splash | Sky         |

### Atrações infantis

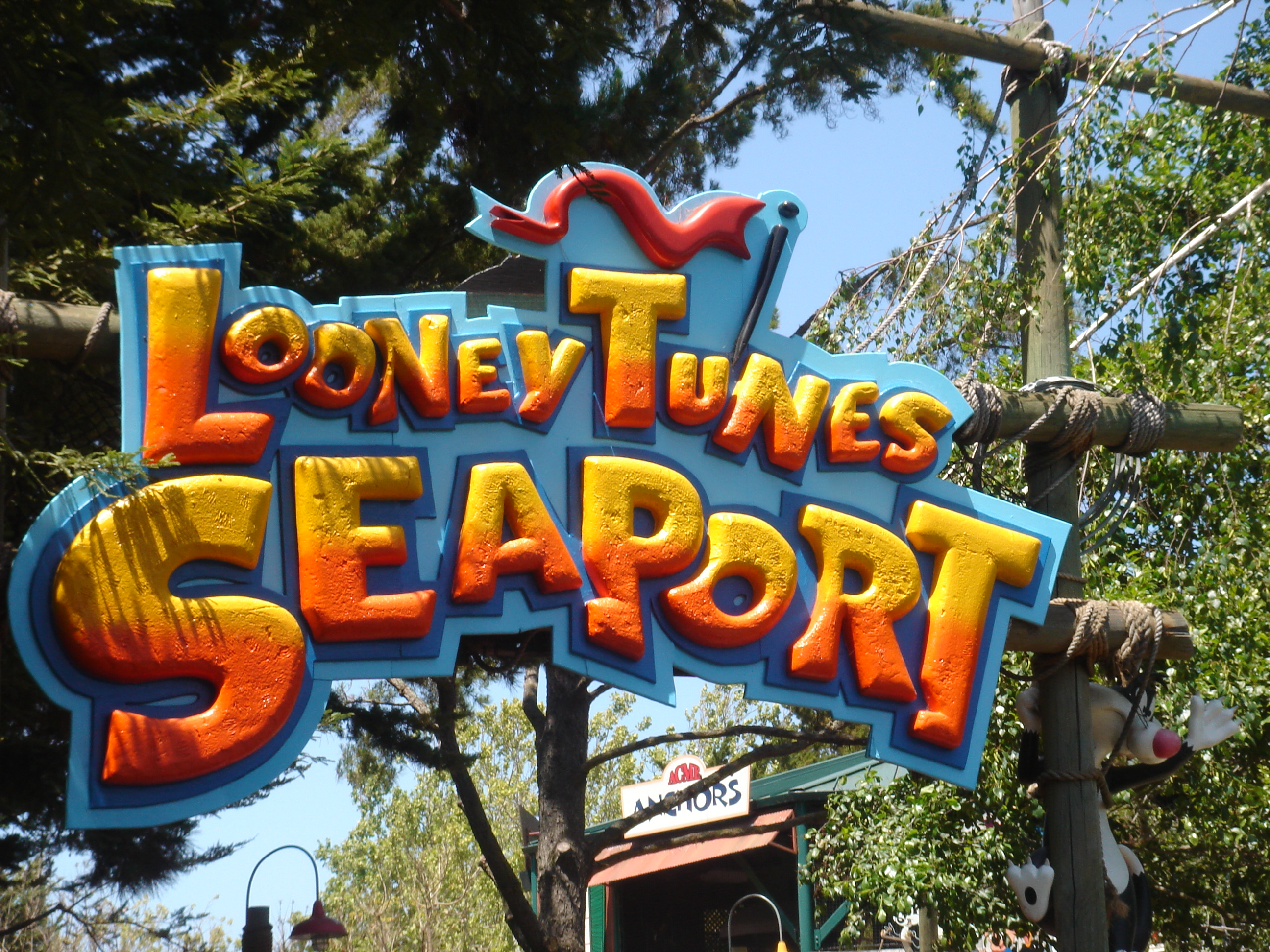
Looney Tunes Seaport

Looney Tunes Seaport (antigamente Popeye's Seaport de 1997 a 1998)
- Acme Fun Factory – um grande playground onde as crianças e seus pais podem atirar bolas em alvos ou em cada um; aberto em 1997.
- Pepe Le Pew's Rafts of Romance – Pequena atração de xícaras, aberto em 1997.
- Elmer's Weather Balloons (Zamperla Samba Balloons) - Uma atração circular onde as crianças podem girar seus carros enquanto a atração muda de elevação; aberto em 1997.
- Sylvester's Pounce and Bounce (Zamperla Jumpin' Star) – Uma atração de queda infantil, aberto em 1999.
- Bugs Buccaneer (navio viking infantil); aberto em 1999.
- Taz's Typhoon (Zamperla Lolly Swing) – Aberto em 1997.
- Daffy's Deep Sea Dive (Zamperla Crazy Sub) – Um submarino amarelo onde as crianças e seus pais experimentam subidas rápidas e quedas abruptas; aberto em 1997.
- Foghorn Leghorn's Seaport Railway (Zamperla Rio Grande) – Atração de trem, aberto em 1997.
- Yosemite Sam's Flight School – Aviões que as crianças controlam quão alto eles voam; aberto em 1997.
- Seaport Carousel – Um pequeno carrossel com animais exóticos; aberto em 1997.

Tava's Jungleland (todas as atrações abriram em 2006)
- Tava's Elephant Parade – Uma atração circular na qual crianças sobem em pequenos elefantes e controlam sua altura.
- Congo Queen (Zamperla Rockin' Tug)
- Safari Jeep Tours – Os visitantes embarcam em pequenos Jeeps e atravessam uma trilha através de atrações animais.
- Nairobi's Lookout Balloons (Zamperla Samba Tower) – Os visitantes embarcam em gôndolas de 4 pessoas e são levado a 11 metros de altura. Os visitantes podem girar a si próprios, o que permite que essa torre de observação suave torne-se uma atração radical de alta velocidade.
- Frog Hopper – Uma atração circular.
- Monkey Around (Zamperla Swing Ride) – Uma atração suave que não oferece mudanças na elevação.
- Zoe's Tree House (SCS Interactive “Treehouse”) – Uma grande estrutura de ao ar livre com escorregadores e torres de observação.

Seaside Junction (todas as atrações abriram em 2007 na antiga "Thomas Town"
Todas as atrações foram retematizadas para a "Seaside Junction" a tempo da temporada 2011.
- Air Penguins (I.E. Park Mini Flight) – Uma atração circular na qual as crianças embarcam em pequenos helicópteros e controlam sua altura. Ele era conhecido como "Harold the Helicopter" de 2007–2010 em Thomas Town e foi retematizado em 2011.
- Merlin’s Seaside Tours (I.E. Park Unknown Model Name) – Ele era conhecido como "Bertie the Bus" de 2007–2010 em Thomas Town e foi retematizado em 2011.
- Seaside Railway – Uma atração de trem ao redor da Shark Experience passando por Tidmouth Shed, Lake Hackenbeck e Hackenbeck Station. Ele era conhecido como "Thomas the Tank Engine" de 2007–2010 em Thomas Town e foi retematizado em 2011. Os visitantes costumavam embarcar em ônibus Thomas, Annie e Clarabel. O motor ainda possui o assobio do Thomas.

### Atrações com custo a parte
- Skycoaster – Os visitantes são amarrados em dois longos cabos e içados a 30 metros acima do parque. Os visitantes devem puxar uma corda e cair a 1,80 metro do chão antes de balançar por alguns minutos. Os preços variam de $ 35 para uma única pessoa, $ 40 para duas pessoas e $ 45 para três pessoas.
- TRS: Thunder Road Speedway –Uma atração de kart de alta velocidade próximo ao ROAR!. A duração da atração é de 7 minutos.
- Rockwall Climbing Challenge – Os visitantes escalam uma parede de pedra de 14 metros.

### Atrações animais
- Shark Experience – Os visitantes vão para "baixo da água" com tubarões enquanto andam por uma passarela em túnel submerso dentro de um habitat de tubarões. As espécies à mostra são tubarão-corre-costa, tubarão-de-pontas-negras-do-recife, tubarão-zebra e tubarão-enfermeiro. Apresentado no filme 50 First Dates.
- Jocko's Walrus Experience – Os visitantes podem encarar um cara-a-cara os três morsas do parque. Sessões de treinamento de morsas podem também ser agendadas durante o dia. Apresentado no filme 50 First Dates.
- Dolphin Discovery – Os visitantes podem pagar $ 129,99 por pessoa e receber uma sessão de treinamento na água com os golfinhos-nariz-de-garrafa do parque. Um vidro de observação abaixo da água em uma das piscinas do complexo é acessível a todos os visitantes. Abriga os golfinhos fêmeas e velhos.
- Dolphin Encounter – Localizado no Ocean Discovery, os visitantes podem alimentar, brincar e tocar os golfinhos-nariz-de-garrafa por uma pequena taxa ou observá-los na piscina de graça. Abriga os golfinhos machos mais novos do parque.
- Stingray Bay – Localizado no Ocean Discovery, os visitantes podem tocar na arraia-do-sul.
- Penguin Passage – Localizado no Ocean Discovery, os visitantes podem encarar pinguins-africanos.
- Seal Cove – Localizado no Ocean Discovery, os visitantes podem alimentar o leão-marinho-californiano e a foca-comum.
- Alligator Isle – Uma exibição de jacarés-americanos.
- Butterfly Habitat – Os visitantes entram em uma construção de vidro grande e úmida repleta de borboletas exóticas.
- Tava's Elephant Trails – Os visitantes podem observar elefantes africanos e asiáticos bem como montá-los e encará-los.
- Cougar Rocks – Os visitantes podem se aproximar dos quatro pumas do parque.
- Odin's Tiger Island – Abriga os tigres de Bengala e Siberiano. Os visitantes podem observar os tigres.
- Nairobi's Giraffe Dock – Os visitantes podem se aproximar das girafas do parque.
- Leo's Lion Lair – A exibição de leão africano do parque.
- Merlin's Dolphin Harbor – Abriga o show de circo Dreams Splashtastic, os visitantes podem se aproximar de golfinhos-nariz-de-garrafa pelas janelas de observação na praça principal.
- Odie's Sea Lion Stadium – Localizado no Ocean Discovery, abriga o show do leão-marinho-californiano e lontra-anã-oriental do parque
- Toyota Stadium – Abriga o show principal de golfinhos do parque, os visitantes podem ver de perto golfinhos-nariz-de-garrafa pelas janelas de observação atrás do estádio.
- Bird Theater – Abriga o show de pássaros com pássaros predatórios e pássaros de voo.
- Odin's Temple of the Tiger – Abriga o novo show de tigres do Odin's Temple, com um anfiteatro maior para visitantes assistirem ao novo show. Uma pequena exibição para ver tigres é localizada fora do estádio.
- Animal Nursery – Abriga novos animais e animais com necessidades especiais.
- Reptile Discovery – Localizado na in Tava's Jungleland, os visitantes podem observar vários répteis.
- Lorikeet Aviary – Localizado na Tava's Jungleland, os visitantes podem interagir com pássaros bonitos bem como alimentá-los com néctar.
- Exibição do feneco – Um local a céu aberto permite aos visitantes observar esses rápidos animais do deserto.

### Atrações passadas
- Starfish – Uma atração circular localizada próximo ao Ski Stadium. A atração foi removida após dois acidentes terem enviado pessoas ao hospital após serem atirados da atração. A área da atração agora é ocupada pelo Air Penguins em Seaside Junction.
- Shoreline Express – O sistema de trem do parque que transportava os visitantes de Shark Experience para o Animal Adventure próximo ao Jambo. O Shoreline Express foi removido antes da temporada 2006 para dar lugar ao Tava's Jungleland e ao recém-modelado Lakeside Pavilion. Uma pequena área ao redor do Shark Experience está atualmente sendo utilizada para o Seaside Railway.
- Zonga – Construído em 2003, esta montanha-russa era originalmente chamada de "Thriller" e foi construída pela Anton Schwarzkopf. Por um curto período de tempo, ela também operou como "Texas Tornado" no Six Flags Astroworld. A Zonga operou por dois anos no parque. A atração abria regularmente cerca de duas horas após a abertura do parque e teve frequentes interrupções, o que contribuiu para ser fechada. A atração permaneceu suspensa para a temporada 2005 e foi removida para o estacionamento do Discovery Kingdom onde permaneceu durante a temporada 2006, deixando uma grande área vazia em frente do parque. No início de 2007, a atração foi despachada após ser vendida.
- Jambo – Uma das primeiras atrações Zamperla "Joker" a ser instalada nos Estados Unidos, a atração foi inaugurada em 1998 próximo ao Voodoo. A atração começou a ser operada na temporada 2006 mas foi suspensa antes da operação de verão. Logo após, todas as atrações do mesmo modelo na rede Six Flags fecharam e nenhuma foi reaberta. O Jambo foi removido no inverno antes da temporada 2007 bem como sua atração-irmã, a  Trailblazer, no Six Flags Great America.
- 'Round the World Ferris Wheel – Uma roda-gigante com gôndolas de balão, aberta em 1998. Em 2007, a atração foi removida para dar lugar à nova área infantil.
- Turbo Bungee – Os visitantes são amarrados a cordas e pulam de um trampolim alcançando alturas nas quais eles são capazes de dar giros e cambalhotas. O preço era de $ 7 por pessoa por 2 minutos.
- iWerks 4D Theater – O cinema era conhecido como DinoSphere, Stargate, ou iWerks Turbo Theater embora ele tenha passado 7 diferentes filmes. Ele foi aberto em 1997 como um cinema 3D e foi atualizado na temporada 2007 para incluir efeitos 4D que incluíam jatos de água, vibradores nos assentos e bolhas. O cinema não abriu para a temporada 2008 devido a altos custos de manutenção. O edifício agora abriga uniformes e outros materiais para os empregados do parque.
- Safari River Journey – Uma atração de barcos para crianças pequenas que foi fechada devido à falta de interessados. Localizava-se no Tava's Jungleland.
- Pandemonium – Foi aberto em 23 de maio de 2008 como Tony Hawk's Big Spin, e renomeado para Big Spin no final de 2010 e depois Pandemonium no início de 2011. Essa montanha-russa originalmente tinha como tema o lendário skatista Tony Hawk e levava os visitantes em "skates" de quatro passageiros girava-os por 400 metros de comprimento a 50 km/h. O Pandemonium também foi considerada pela National Six Flags Corporation como a mais amistosa e limpa de todas. Foi fechada em 1º de janeiro de 2012 para dar lugar a Superman: Ultimate Flight e foi realocada para o Six Flags México como The Joker, aberta em 2013.
- Shouka Stadium – Abrigava a orca do parque chamada Shouka. Os visitantes podiam ver a Shouka nas janelas de observação atrás do estádio entre os shows. Também abrigava os golfinhos Merlin e Cupid. Ele ocasionalmente serviu como lares temporários para outros golfinhos com o passar dos anos. O estádio atualmente está sendo chamado de Toyota Stadium e conta com o show de golfinhos "DRENCH".
- Acme Water Works – Um grande playground aquático interativo, aberto em 1997. Foi fechado em 2013.
- Wave Jumper – Uma atração circular onde os visitantes podem embarcar em gôndolas em forma de orca e subir no ar a aproximadamente 4,6 metros. Foi aberta em 1999 e removida em 2013 para dar lugar ao Tsunami Soaker.

## Nomes do parque
- Marine World – 1968 - meados da década de 1970
- Marine World Africa USA – Meados da década de 1970 –1997
- The New Marine World Theme Park – 1998
- Six Flags Marine World – 1999–2006
- Six Flags Discovery Kingdom – 2007 – presente

## Preocupações
Já houve incontáveis reclamações de vários grupos de direitos dos animais sobre o tratamento dos animais no Six Flags. Eles alegam que a maioria dos animais, como leões, camelos, tigres e girafas, são mantidos em jaulas pequenas e inadequadas. Essas organizações também reclamaram que animais sensíveis a barulhos altos, como os fenecos e flamingos, são cercados por montanhas-russas e alto-falantes.

## Galeria

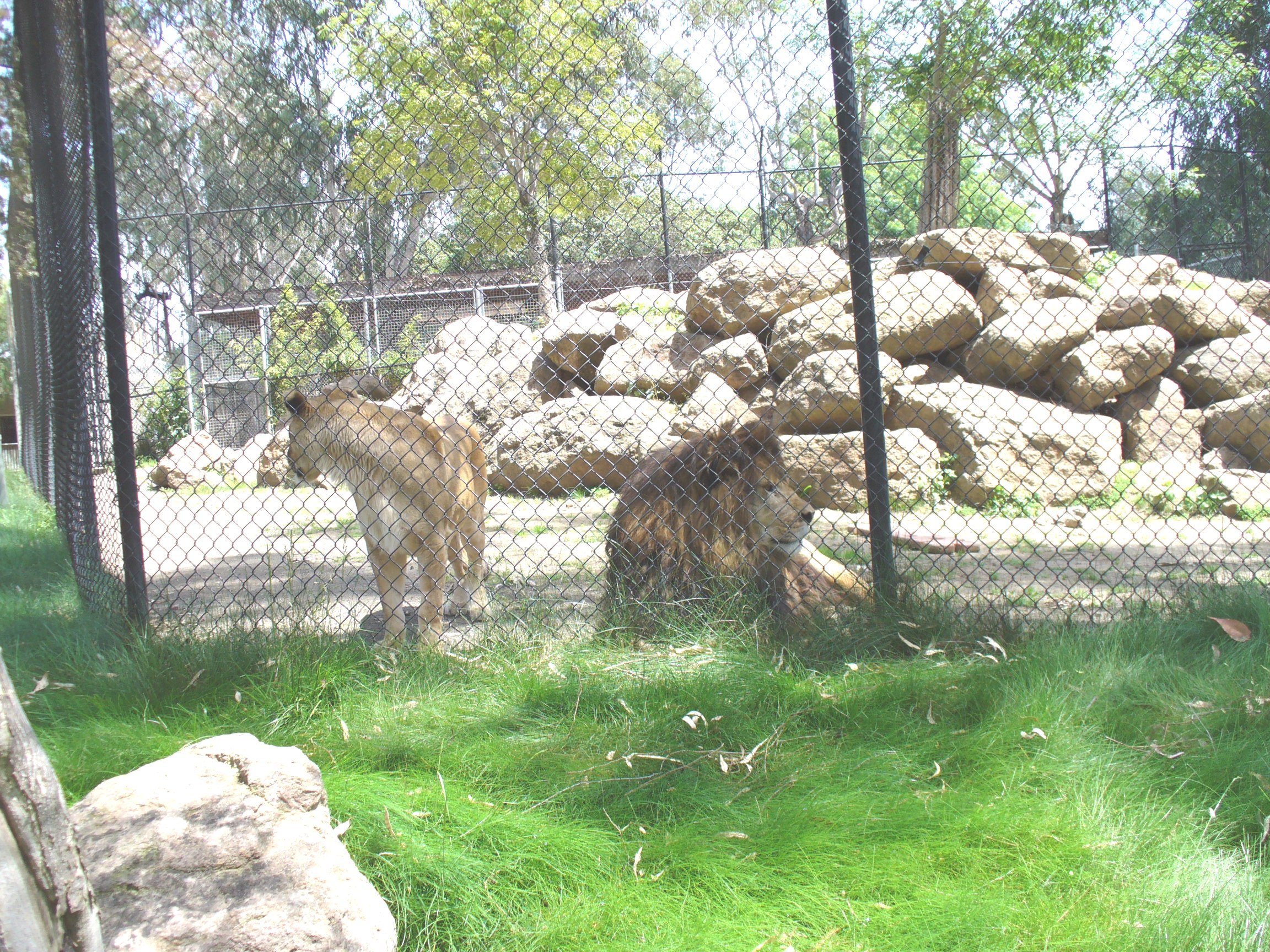
Alguns leões em sua jaula no Six Flags Discovery Kingdom.
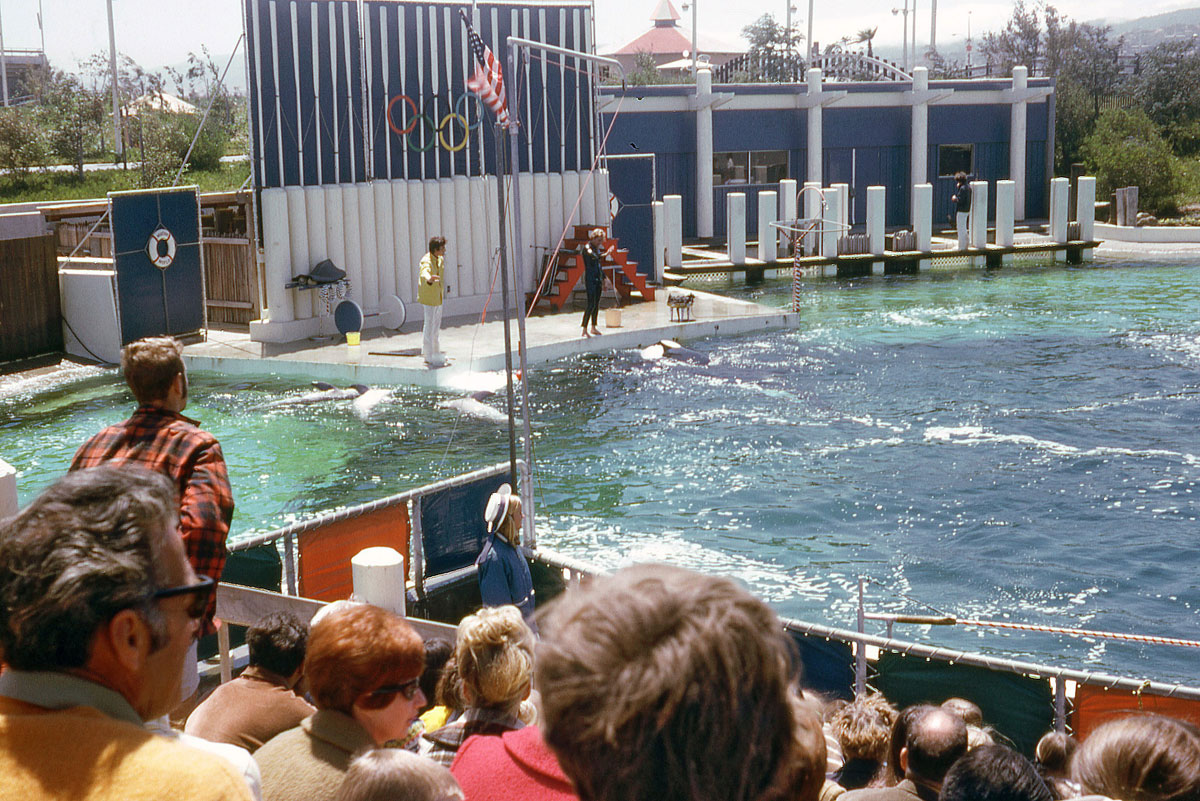
Show de orcas no Marine World original em Redwood City.